# Licher
Licher Privatbrauerei Jhring-Melchior GmbH med märket Licher är ett bryggeri i Lich utanför Giessen i förbundslandet Hessen i Tyskland. 
Bryggeriet bildades genom sammanslagningen av bryggerierna Jhring och Melchior till Jhring Melchior 1923. Efter andra världskriget producerades de första åren uteslutande för den amerikanska armén. 1950 började åter försäljning till konsumenter. 1960 började ölen marknadsföras under namnet Licher. 1988 blev bryggeriet största i Hessen. 1999 blev Holsten-Brauerei delägare men bryggeriet ingår numera i Bitburgerkoncernen.